# Callicebus miltoni
Plecturocebus miltoni é uma espécie de macaco da família Pitheciidae subfamília Callicebinae. Endêmica do Brasil, pode ser encontrada na depressão de Roosevelt-Aripuanã, região interfluvial entre os rios Roosevelt e Aripuanã, nos estados do Mato Grosso e Amazonas. Possui coloração cinza e cauda laranja. Foram avistados pelo pesquisador Julio César Dalponte, do Instituto para a Conservação dos Carnívoros Neotropicais, em 2010. A descoberta foi publicada pela revista científica Papéis Avulsos de Zoologia em 2014. Seu nome é uma homenagem a Milton Thiago de Mello, um primatólogo brasileiro.
O nome popular zogue-zogue é dado pelos moradores da Reserva Extrativista Guariba-roosevelt, para se referir aos primatas do gênero Callicebus. Seu nome inicial era "macaco Firetail titi" por conta de sua cauda de coloração laranja claro, característica capaz de distinguir ele de outros macacos amazônicos de mesmo gênero. Após a seleção do seu antigo nome específico, seu nome popular passou a ser "macaco titi de Milton".

## Descrição morfológica
Os macacos que pertencem a esta espécie possuem sua pelagem em tons de laranja escuro na cabeça, próximo aos olhos e boca. Além disso, sua testa tem uma faixa cinza claro que contrasta com o cinza escuro presente no restante do corpo. Ainda na cabeça, as orelhas possuem uma cor bastante parecida com o cinza do corpo, com exceção das bordas, estas são cinza claro. O restante do corpo desses macacos continua seguindo o padrão de cor cinza em sua região dorsal até a base da cauda. Peito, barriga e partes internas dos membros são laranja claro, assim como todo o restante da cauda.

## Ecologia
Até o momento não há na literatura atual muitos dados disponíveis sobre a ecologia desta espécie. Sabe-se que os macacos Titi ocorrem em uma ampla variedade de habitats, embora algumas espécies exibam preferências de habitat. A área onde foi registrado Plecturocebus miltoni é uma floresta ombrófila aluvial aberta. Na região do Rio Roosevelt, P. miltoni foi encontrado nos estratos alto e médio da floresta ombrófila.

## Comportamento
A espécie não difere das características marcantes presentes em seu gênero Plecturocebus, alta territorialidade e vocalização de longa duração, essas ocorrem geralmente pela parte da manhã. Entretanto seu comportamento durante o restante do dia ainda é bastante desconhecido e isso acaba dificultando a localização dos indivíduos do gênero. Além disso, essa espécie também se agrupa para formar bandos. Foram particularmente mais avistados durante as manhãs e em períodos chuvoso onde costuma ter uma maior disponibilidade de alimento.

## Conservação
A distribuição geográfica de P.miltoni é de aproximadamente 4.921.540 ha, localizada principalmente no estado de Mato Grosso. O restante está no estado do Amazonas  e uma pequena parcela  no extremo leste de Rondônia. ¼ da distribuição geográfica dessa espécie está inclusa dentro de UCs, sendo algumas de uso sustentável e outras totalmente protegidas. Além de uma parte estar presente dentro de terras indígenas. A caça não parece representar risco para a espécie na região, embora isso possa eventualmente acontecer, principalmente em território indígena. A captura de bebês primatas para serem usados como animais de estimação é frequente e comum nas comunidades tradicionais amazônicas. Não é incomum as pessoas venderem seus animais de estimação para pessoas de fora da comunidade, e este é um dos potenciais problemas de conservação dessa espécie.

## Revisão taxonômica
Inicialmente a espécie foi descrita como Callicebus miltoni, entretanto após uma revisão taxonômica de 2016 focada nos primatas conhecidos como zogue-zogue (na Amazônia) ou guigós (na Mata Atlântica e Caatinga), este gênero foi partido em três. Atualmente o nome Callicebus é utilizado apenas para os guigós da Caatinga e Mata atlântica, enquanto os macacos amazônicos receberam o gênero Plecturocebus (sul, sudoeste e oeste da Amazônia) e Cheracebus (norte da Amazônia). Então finalmente, a espécie descrita recebeu o binômio Plecturocebus miltoni.